# Shrawan Kumar
Shrawan Kumar é um matemático indiano, professor de matemática da Universidade da Carolina do Norte em Chapel Hill.
Obteve um Ph.D. em matemática na Universidade de Bombaim e no Tata Institute of Fundamental Research em 1986 orientado por S. Ramanan. Em 2012 foi eleito fellow da American Mathematical Society.

## Obras
- Kac-Moody groups, their flag varieties, and representation theory
- Frobenius splitting methods in geometry and representation theory (com Michel Brion).